# Morton Sobell
Morton Sobell, né le 11 avril 1917 à Manhattan et mort le 26 décembre 2018 à Manhattan, est un ingénieur américain qui a reconnu avoir fait de l’espionnage industriel pour le compte de l'Union soviétique alors qu'il travaillait pour 
General Electric et Reeves Electronics dans le cadre de contrats gouvernementaux et militaires. Il fut déclaré coupable aux côtés d'Ethel et Julius Rosenberg lors de leur procès en 1951 et fut condamné à une peine de trente ans de prison. Il fut relâché en 1969 après 19 ans passés dans la prison d'Alcatraz.

## Biographie
Né dans la ville de New York, ses parents ont émigré de Bilozirka (actuel Ukraine) en 1906.  Il épousa Helen Levitov (1918-2002) . Après avoir été accusé d'espionnage, il s'enfuit avec sa famille au Mexique le 22 juin 1950. Il essaya ensuite de rejoindre l'Europe mais faute d'avoir en sa possession les papiers appropriés, il ne put s'y rendre. Le 16 août 1950, des hommes armés l'enlevèrent lui et sa famille, les emmenèrent jusqu'à la frontière où ils furent remis au FBI. L'agence américaine mit en état d'arrestation Sobell, l'accusant, ainsi que Julius Rosenberg, de conspiration et d'avoir violé les lois relatives à l'espionnage. Il fut, de même que les Rosenberg, déclaré coupable et condamné à trente années de prison ferme. Il purgea 17 ans et 9 mois de sa peine à Alcatraz et fut relâché en 1969.
Sobell a admis avoir espionné pour les soviétiques, impliquant au passage Julius Rosenberg, dans une interview donnée au New York Times publiée le 11 septembre 2008.

## Combat politique pour la reconnaissance de l'innocence de Sobell
La supposée innocence de Sobell devint l'objet d'un combat politique mené par certains intellectuels progressistes qui organisèrent un comité de soutien dénommé Committee to Secure Justice for Morton Sobell,,. En 1978, la Corporation for Public Broadcasting réalisa une émission spéciale soutenant la thèse de l'innocence de Sobell. Le Monthly Review affirma que le gouvernement n'avait présenté « absolument aucune preuve » de la culpabilité de Soebell mais avait seulement tenté « de donner l'impression qu'un important cercle d'espion était actif ». Bertrand Russell fit campagne pour l'annulation du jugement, déclarant que sa condamnation à de la prison ferme constituait une grave erreur judiciaire touchant un homme innocent,.
En 2001, Sobell publia un ouvrage nommé On Doing Time où il clamait son innocence et soutenait que sa condamnation était le résultat de pressions politiques,. 

## Source originale
- (en) Cet article est partiellement ou en totalité issu de l’article de Wikipédia en anglais intitulé « Morton Sobell » (voir la liste des auteurs).